# Reginald Victor Jones
Pour les articles homonymes, voir Jones.
Reginald Victor Jones, (29 septembre 1911 – 17 décembre 1997) est un physicien et scientifique du renseignement militaire britannique qui joua un rôle important dans la défense du Royaume-Uni durant la Seconde Guerre mondiale. Au cours de cette guerre, Jones eut à évaluer les développements technologiques des Allemands, notamment ceux du Rapport d'Oslo, et à proposer des contre-mesures dans ce qui deviendra la guerre électronique. Son travail et celui de son équipe fut très ardu mais novateur et lui méritera de devenir « père du renseignement scientifique ».

## Éducation
R. V. Jones est né à Herne Hill et fut éduqué au Alleyn's School (en) de Dulwich ainsi qu’au Wadham College d’Oxford en sciences naturelles. En 1932, il fut diplômé avec honneur en physique, puis travailla au Clarendon Laboratory tout en complétant son doctorat sur les infrarouges qu’il obtint en 1934.
En collaboration avec les militaires britanniques, il conduisit plusieurs expériences de détection des avions par infrarouge mais même si ses équipements permettaient de détecter la chaleur d'un moteur d'avion caché dans une couche de nuages, ils n'étaient pas aussi sensibles et précis que les radars, même primitifs, testés à cette époque par son collègue Watson-Watt.
Il continua sa formation par un post-doctorat en astronomie au Balliol College d’Oxford.
Doté d'un sens de l'humour très britannique, Jones avait un penchant prononcé pour les canulars d'étudiant, les mystifications à caractère scientifique ou pseudo scientifique.
Ce qui pourrait paraître un trait de gaminerie potache fut en fait un gros avantage lorsqu'il se retrouva à la tête d'un service de contre-espionnage voué à duper les Allemands ; dans ses mémoires de guerre (Most Secret War) et ses interviews d'après guerre, il expliqua que son emploi comme responsable des contre-mesures et de l'intoxication scientifique lui avait permis de se livrer à des canulars aux dépens de l'ennemi, avec des moyens quasi illimités.

## Seconde Guerre mondiale
En 1936, Jones obtint un poste au Royal Aircraft Establishment de Farnborough qui dépendait du ministère de l’air britannique. Il y travailla sur les problèmes de défense du territoire. En septembre 1939, le gouvernement britannique voulu envoyer un scientifique à la section du renseignement du ministère, une nouveauté dans ce domaine, et Jones fut choisi. Il gravit rapidement les échelons et devint l’assistant-directeur des services scientifiques du renseignement.
Jones travailla brièvement à Bletchley Park en septembre 1939 mais retourna à Londres en novembre. À ce moment, le mathématicien allemand Hans Ferdinand Mayer fit parvenir secrètement un document à l’ambassade de Grande-Bretagne lors d’un voyage d’affaire à Oslo. Ce « rapport d’Oslo » décrivait les systèmes d’armements allemands et ceux prévus. Le MI6 le fit examiner par trois services qui y virent un document de désinformation. Seul R.V. Jones prit la chose au sérieux et les informations qui se révélèrent cruciales lors de la bataille d'Angleterre.

### Bataille des faisceaux

Carte montrant la position des transmetteurs du Knickebein.

La première question à l'ordre du jour fut pour Jones d’étudier les nouvelles armes allemandes en développement. La première de celles-ci fut le système de largage automatique des bombes, appelé Knickebein. Jones comprit rapidement qu’il s’agissait de deux signaux radio convergents émis de directions différentes et qui se croisaient au-dessus de l’objectif. Le bombardier suivait le premier signal et les bombes étaient larguées lorsque l’appareil rencontrait le second signal. 
Le 21 juin 1940, Winston Churchill envoya un appareil de reconnaissance de la RAF repérer le faisceau de guidage qu’il trouva grâce à la gamme de fréquences indiquée par Jones. Cette confirmation permit aux britanniques de mettre en place de faux émetteurs qui « courbèrent » la trajectoire des bombardiers qui lâchèrent leurs bombes durant des mois sur la campagne anglaise minimisant les dégâts sur les villes. Quand les Allemands prirent conscience de la supercherie, ils mirent en service d’autres systèmes de navigation par radio et les Britanniques réagirent par de nouvelles contre-mesures dans ce qui devint la « Bataille des faisceaux ».

### Paillettes

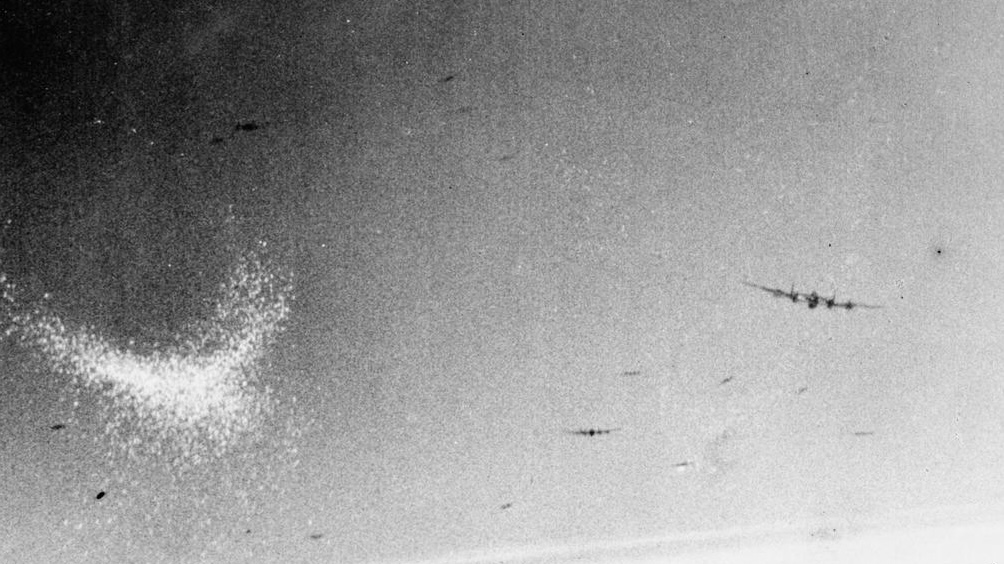
Un Lancaster lâchant des paillettes qui forment un genre de nuage blanc en forme de croissant à l'arrière de l'appareil.

Les Britanniques ont été les premiers à mettre en service un système de défense par radar, le Chain home, et depuis 1937, R. V. Jones avait suggéré que de minces feuilles métalliques lâchées dans l’air pouvaient créer de faux échos. Avec Joan Curran, Jones développa la technique du lâcher de paillettes, nom de code « Window ». Il s'agissait d'éparpiller des paquets de minces bandes de ces feuilles à partir d’un avion pour créer de faux échos de bombardiers pour les opérateurs radar ennemis. Les Allemands, qui travaillaient également sur les radars, avaient eu la même idée. Cette technique ne fut utilisée des deux côtés que deux ans après le début de la guerre, car ni les Alliés, ni les Allemands ne voulaient révéler l’existence du radar à l’ennemi.
Le rôle de RV Jones en matière de guerre électronique ne se limite pas à l'invention des paillettes, tout au long de la guerre, il collecta les informations sur les radars allemands, leurs fréquences, leur organisation et les méthodes de brouillage et autres contre-mesures électroniques.
Il s'agissait d'une « guerre de mouvement » où les deux belligérants produisaient sans cesse de nouveaux équipements pour lesquels la partie adverse devait trouver une contre-mesure adaptée.
Il parvint à établir la carte exacte des radars allemands en France et en Belgique occupée, qu'il baptisa « Ligne Kammhuber », du nom du général allemand chargé de la détection radar.
C'est lui qui fut notamment à l'origine du raid de commando sur le radar de Bruneval (installé sur une falaise au nord du Havre) et qui "briefa" tout particulièrement le technicien radio parachuté avec les commandos chargé du démontage du radar omnidirectionnel « Wurzburg » qui fut ramené en Angleterre et analysé dans les laboratoires du TRE.

### Collecte de renseignement et évaluation des armes V1 et V2
Jones est devenu un expert sur les bombes planantes V1 et les fusées V2. Il eut le plus grand mal à convaincre les scientifiques et les militaires britanniques de la réalité de cette menace. Il dut porter la contradiction à son ancien professeur, Frederick Lindemann (Lord Cherwell), en présence de Churchill, lors d'une réunion de crise. Les savants anglais ne voulaient pas envisager autre chose que des fusées propulsées classiquement par des explosifs conventionnels, avec des parois épaisses et qui n'auraient pas pu emporter une charge utile significative (la tête du V2 contenait une tonne d'explosif). Les avancées allemandes en matière de fusées à carburants liquides n'avaient pas d'équivalent en Grande Bretagne. Les informations parvenues entre ses mains grâce à divers réseaux de résistance, la chute d'un V2 expérimental (mal)radioguidé à Backebö en Suède (après celle d'un prototype de V1 radioguidé tombé sur l'ile de Bornholm) lui avaient permis de faire une bonne estimation des principes de fonctionnement des V1 et V2, de leur portée, de leur cadence de production et de la menace que ces armes nouvelles représentaient. Il servit de conseiller pour les bombardements de leur base de Peenemünde (opération Hydra).
Il fut largement impliqué également dans le système Double Cross de désinformation.
Notamment, en ce qui concerne les V1, il se rendit compte que certains de ces engins (qui tombaient sur Londres avec une dispersion importante) étaient équipés de balises radio indiquant l'heure de leur chute. Jouant sur le fait que les agents allemands en Angleterre avaient été tous capturés et retournés, que Londres regorgeait de points d'impact et de destructions causés par le « Blitz » du début de la guerre et qu'à cette époque de la guerre les Allemands ne pouvaient plus faire que quelques rares vols de reconnaissance photo avec des avions à réaction, il imagina de coupler des points de chute fictifs de V1 tirés « trop long » (dans le West End de Londres) avec des heures d'impact de V1 tombés « trop court » dans l'East End pour intoxiquer les Allemands.
Le colonel Max Wachtel, responsable de l'emploi opérationnel des V1, qui avait choisi de centrer les réglages sur Tower Bridge choisit de croire les rapports d'agents secrets (en fait des agents doubles contrôlés par le système Double Cross) plutôt que les données des radiobalises et "raccourcit" d'autant les réglages du temps de vol des V1, les faisant tomber pour la plupart sur la banlieue est de Londres ou dans l'estuaire de la Tamise.

## Après la guerre
Dans l'immédiat après-guerre, Jones se chargea des interrogatoires des techniciens et militaires allemands prisonniers chargés des radars et des armes V. Il ne participa pas à la collecte directe sur le terrain des matériels sensibles (opération Paperclip) mais coordonna le travail d'évaluation des matériels rapatriés en Grande Bretagne.
Il affecta à diverses universités et établissements de recherche en radio-astronomie les radars paraboliques Wurzburg géants (Wurzburg Reise), ce qui permit de notables avancées scientifiques dans ce domaine, en attendant que des radiotélescopes purement scientifiques puissent être construits.
Jones ne désira pas demeurer dans le renseignement après la guerre, malgré un bref retour en 1952-53 à la demande de Winston Churchill. En 1946, il fut nommé directeur de la chaire de Natural Philosophy (physique) de l’université d'Aberdeen, poste qu’il occupa jusqu’à sa retraite en 1981. Il s’occupa beaucoup du développement de la sensibilité des détecteurs comme les sismographes, les micromètres à capacitance, les micro-barographes, etc. Il écrivit un livre sur le sujet, Instruments and Experiences, qui est souvent cité en référence dans ce domaine.

## Récompenses
Jones fut nommé commandeur de l'Ordre de l'Empire britannique (CBE) en 1942 pour la planification du raid sur Bruneval qui permit de capturer de l’équipement radar allemand,. Churchill avait proposé qu’il reçoive l’ordre de Compagnon de l'Ordre du Bain (CB) mais le chef des fonctionnaires, Sir Horace Wilson, menaça de démissionner jugeant que Jones n’avait pas un poste assez élevé dans la hiérarchie. Jones reçu cependant cet honneur en 1946 et celui de l’Ordre des compagnons d'honneur (CH) en 1994.
En 1993, il fut le premier à recevoir le prix R. V. Jones créé par la CIA en son honneur
. Il fut élu Fellow of the Royal Society en 1965 et reçut un doctorat honoris causa de l’université d’Aberdeen en 1996.
L’autobiographie de R. V. Jones, Most Secret War : British Scientific Intelligence 1939-1945, est devenu un document de référence sur l’histoire de la Seconde Guerre mondiale et a servi de base pour la série documentaire The Secret War de BBC One de 1977. Jones y est d’ailleurs la personne la plus interviewée.

## Personnel
Jones épousa Vera Cain en 1940. Ils eurent deux filles et un fils. Il est enterré au cimetière de Corgarff à Strathdon, Aberdeenshire, en Écosse.